# 格雷迪·刘易斯
格雷迪·W·刘易斯（英語：Grady W. Lewis，1917年3月25日—2009年3月11日），美国NBA联盟前职业篮球运动员。